# Bessemer (Michigan)
Bessemer – miasto w Stanach Zjednoczonych, w stanie Michigan, siedziba administracyjna hrabstwa Gogebic.